# Stanko Dužič
Stanko Dužič, slovenski častnik.
Poročnik bojne ladje Dužič je pripadnik SV.

## Vojaška kariera
- poveljnik, 1./62. BR (2001)